# Ostatni skok gangu Olsena
Ostatni skok gangu Olsena (duń. Olsen-Bandens sidste bedrifter) – duński film komediowy z 1974 roku, należący do popularnej serii filmowej Gang Olsena (szósta część), będący kontynuacją filmu Gang Olsena w amoku z 1973 roku.
W filmie pojawia się nowa postać – osiłek Bøffen, który będzie powracać w kolejnych częściach. Zgodnie z planami twórców film miał być ostatnim z serii, stąd nietypowe jak na tę serię zakończenie.
Dystrybutorem na terenie Polski była Centrala Rozpowszechniania Filmów. Film emitowano w Polsce również pod alternatywnym tytułem: Ostatni (przypuszczalnie) wyczyn Gangu Olsena.

## Fabuła

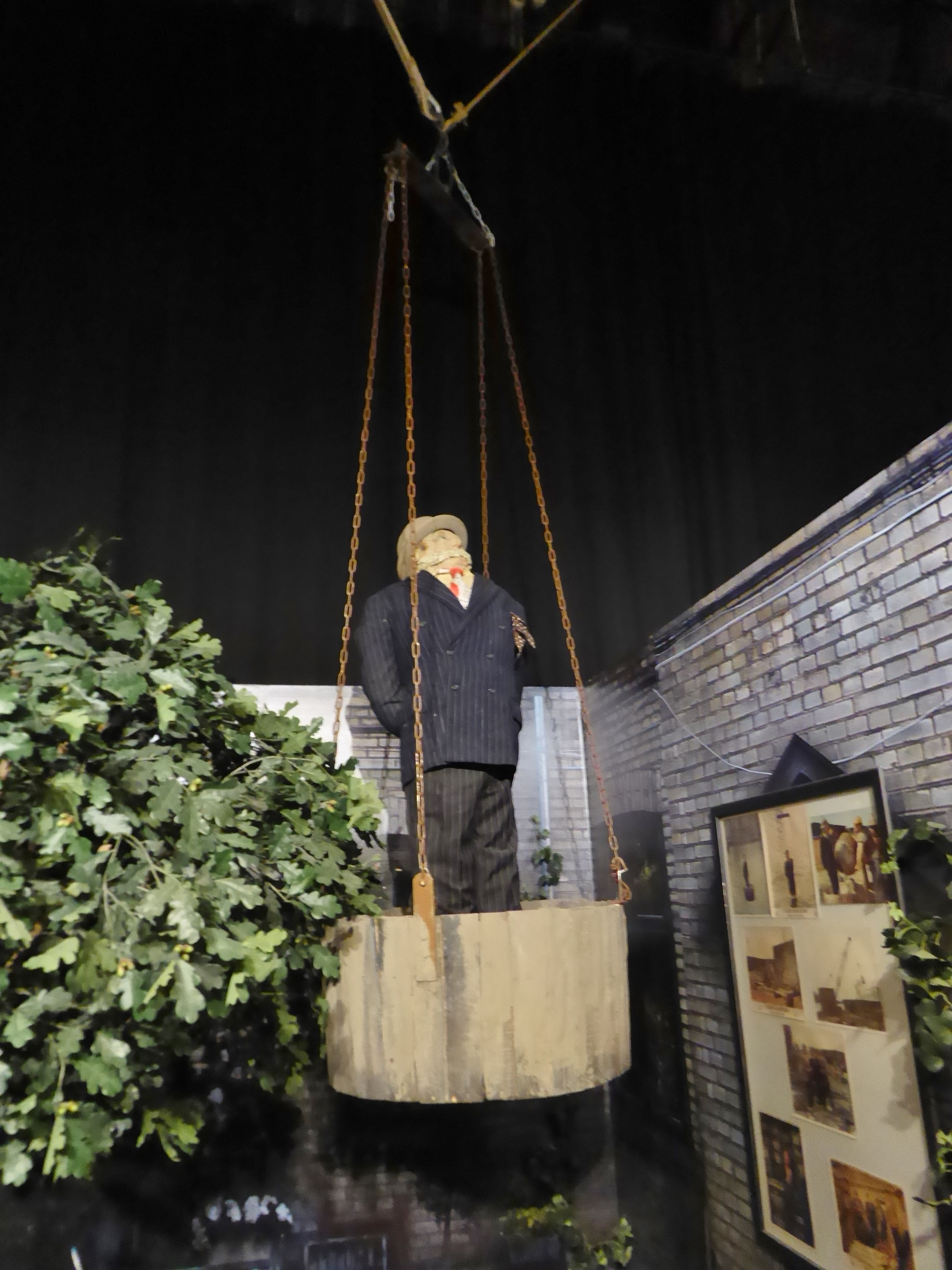
Inscenizacja Egona w „betonowych butach” w balii

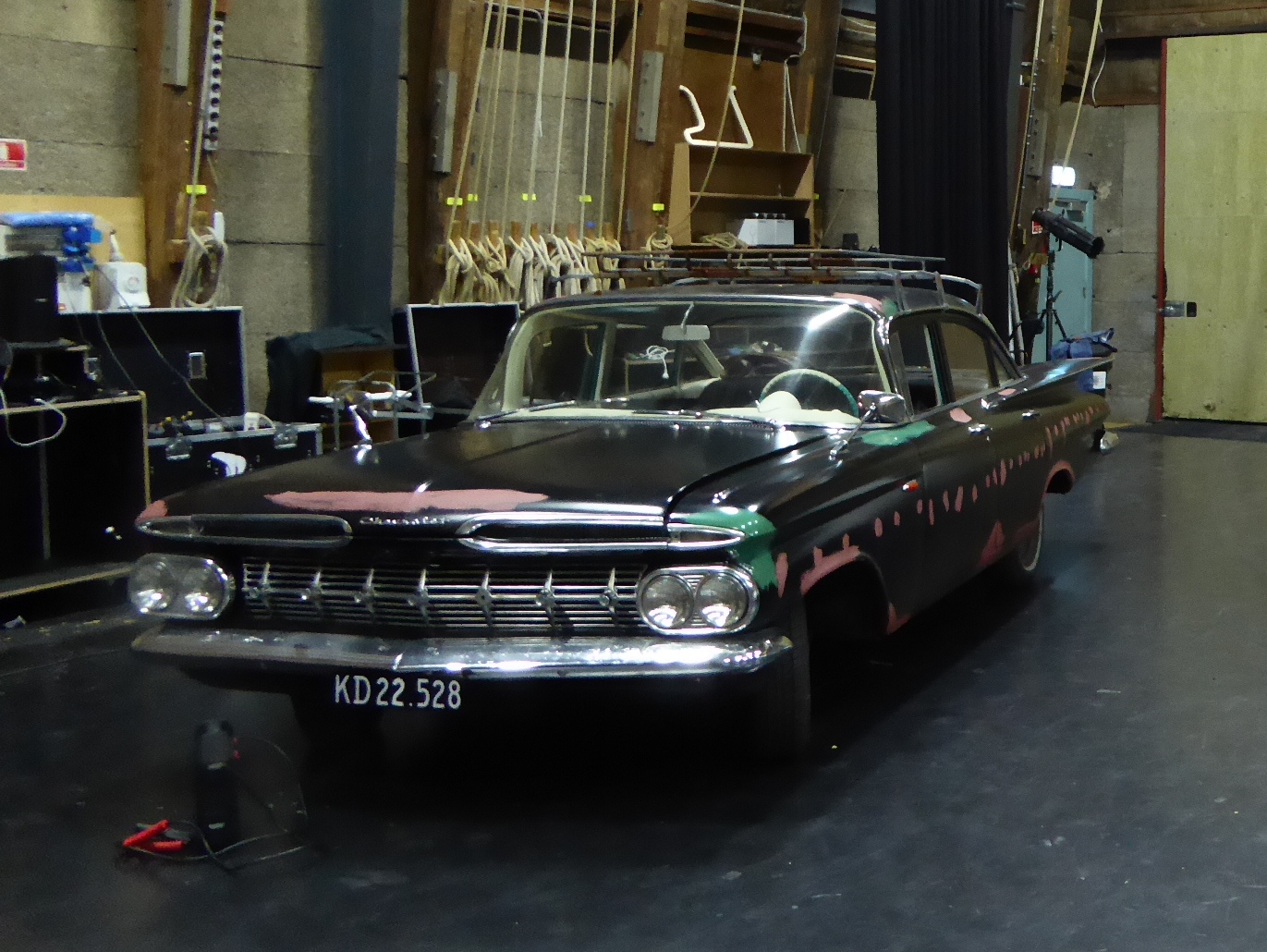
Chevrolet Bel Air ’59, jakim porusza się gang Olsena

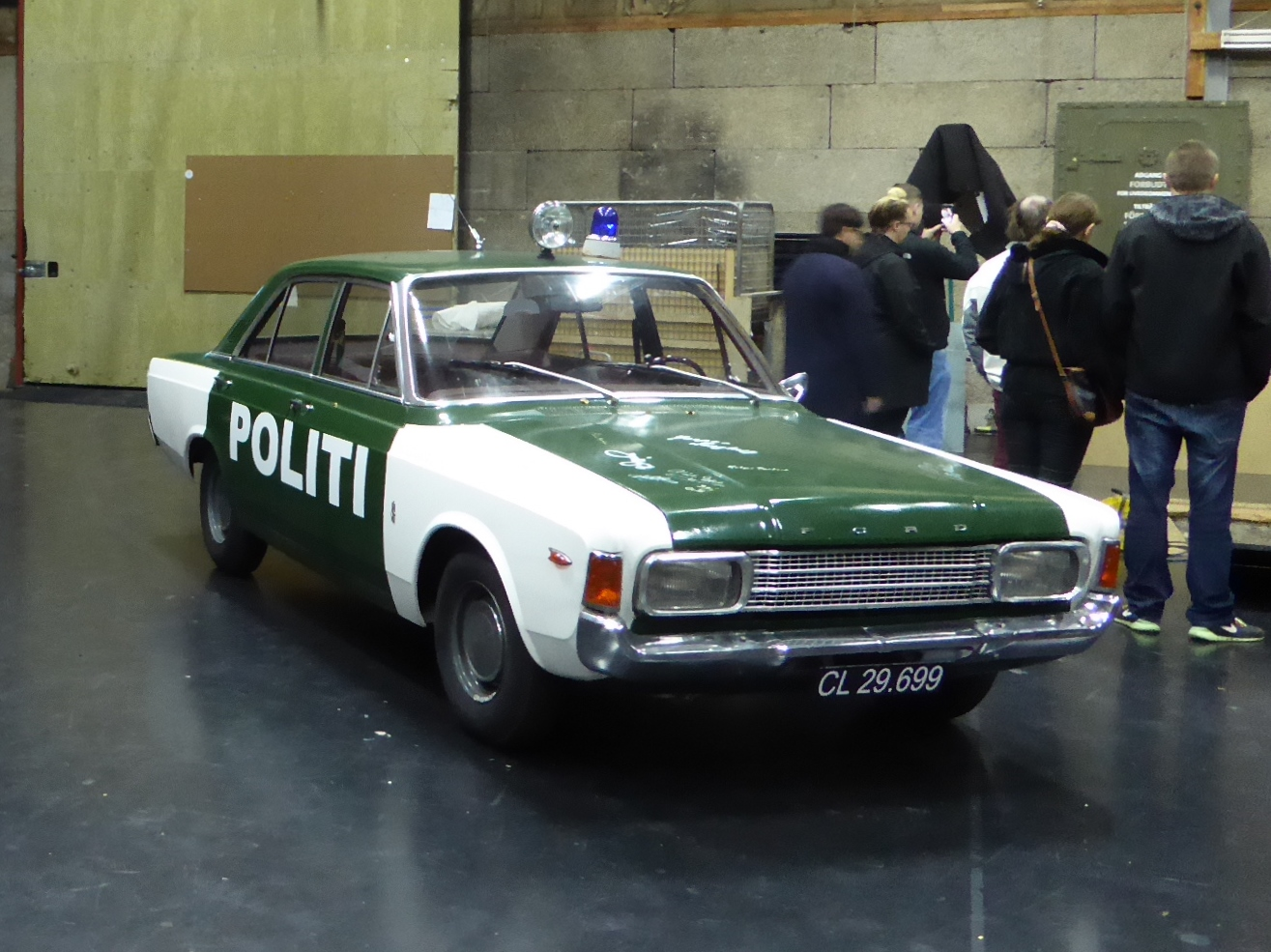
Radiowóz Ford Taunus

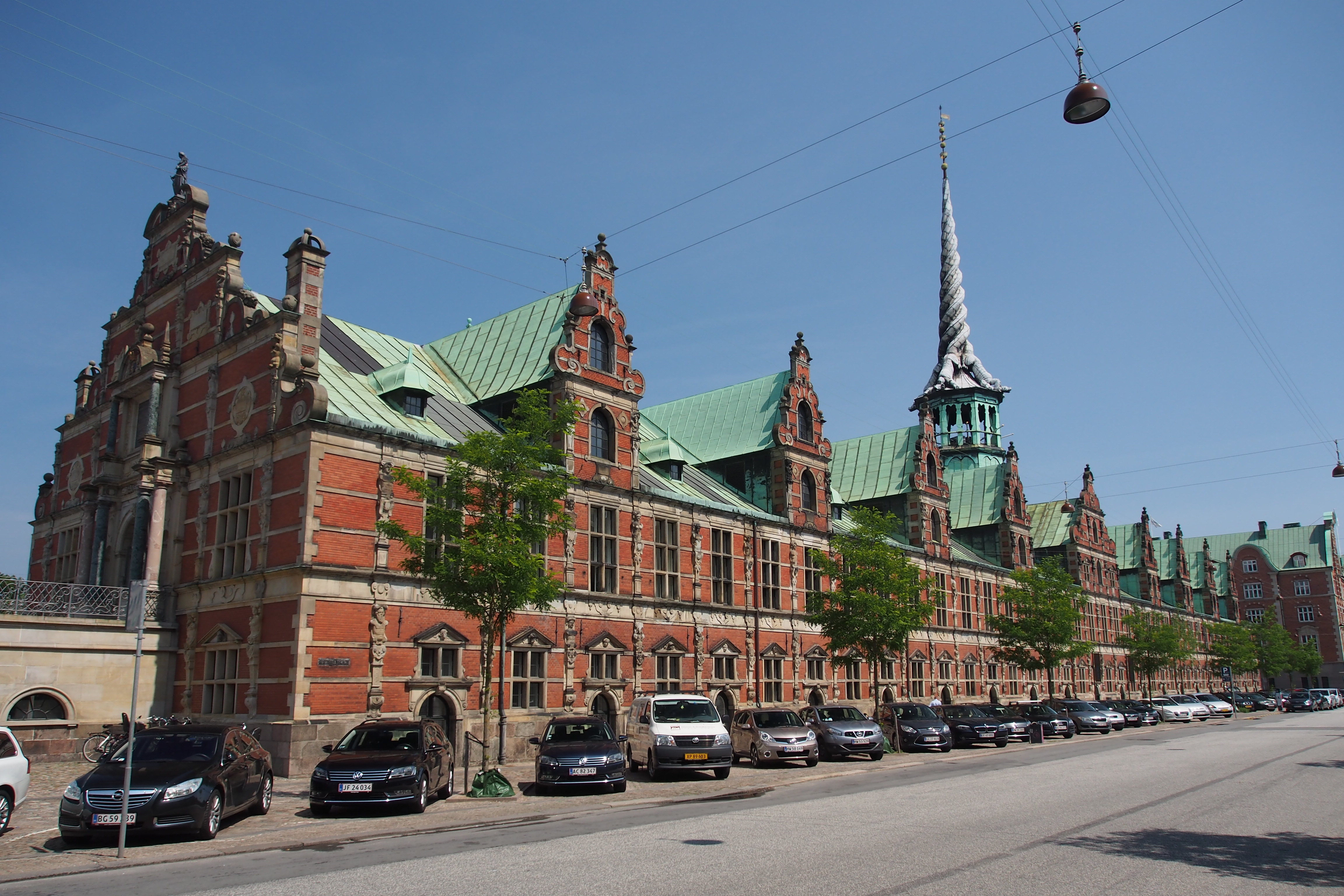
Budynek kopenhaskiej giełdy, gdzie zrealizowano część zdjęć

Trzyosobowy kopenhaski gang Olsena z Yvonne i Børge (żoną i synem otyłego Kjelda) wypoczywa na wakacjach w Hiszpanii, jednak nie próżnuje. Egon – z nieodłącznym cygarem – namierza sejf Franz Jäger, w otwieraniu którego jest mistrzem. Wykorzystując rozwiązłość seksualną Hiszpanów członkowie gangu realizują precyzyjny plan Egona opróżnienia sejfu z gotówki. Niestety, gadatliwa Yvonne przyprowadza dwóch umundurowanych hiszpańskich policjantów, których bierze za torreadorów. Stojący przy otwartym sejfie, z jego zawartością w dłoniach, Egon zostaje ujęty i ponownie trafia do tego samego więzienia w Danii. Tam zawiera znajomość z prawnikiem, z którym dzieli celę. Po wyjściu na wolność Egon celowo nie zauważa czekających na niego przed więzieniem ze starym Chevroletem Bel Air ’59 Benny’ego i Kjelda, którzy nie mogą się doczekać wykonania przez gang jakiegoś kolejnego „skoku”. Z Egonem kontaktuje się J.M.R. Holm Hansen Jr, który zleca mu zagraniczną „robotę”. Ma polecieć do Szwajcarii i otworzyć tam sejf z pochodzącymi z nielegalnych transakcji brylantami Bedforda. Egon po dotarciu na miejsce otwiera sejf, z którego człowiek Holma Hansena wyjmuje biżuterię wartą 15 milionów dolarów i oddala się, celowo uruchamiając alarm antywłamaniowy. Egonowi udaje się uniknąć spotkania z miejscowymi policjantami i powrócić pociągiem „na gapę” do Danii. Ponieważ od wyjścia z więzienia Egon ignoruje będących jak zawsze bez grosza Benny’ego i Kjelda, Benny wraca do swojej starej metody zdobywania pieniędzy, czyli nocnego włamania z Kjeldem do kiosku, które kończy się minimalnym zarobkiem. Oszukany Olsen przypomina sobie wówczas o dawnych kamratach. Razem decydują się zemścić na oszustach. Egon jak zwykle przygotowuje precyzyjnie opracowany plan. Do Kopenhagi przybywają samolotem Arabowie celem zakupu od Hansena wspomnianej biżuterii, z trzema czerwonymi walizkami, z których każda zawiera 5 milionów dolarów. Olsen i Benny uprowadzają miejski autobus volvo, a następnie podnoszą most zwodzony, by zablokować przejazd. Z autobusu Egon otwiera boczne drzwi unieruchomionej przez most furgonetki, z której wyjmuje walizkę z biżuterią. Tymczasem Yvonne, ponieważ wkrótce będą milionerami i wyprowadzą się, całkowicie opróżnia mieszkanie jej i Kjelda, przy okazji sprzedając również mebel, w którym znajdują się brylanty. Wobec faktu utraty kosztowności Egon obwinia Benny’ego i Kjelda o wszystkie dotychczasowe niepowodzenia, po czym traci równowagę psychiczną. Benny i Kjeld jadą do handlarza starzyzną, który nieświadom zawartości, odsprzedaje im mebel z brylantami. W tym samym czasie osiłek Bøffen uprowadza Egona, by go zlikwidować. Związuje go, wykonuje mu „betonowe buty”, czyli zalewa jego stopy umieszczone w balii płynnym materiałem budowlanym i zamierza utopić w kanale portowym. Jednak tropem osiłka podążają Benny i Kjeld, którzy w ostatniej chwili ratują Egona i neutralizują Bøffena. Pod wpływem przeżyć Egon powraca do najwyższej formy umysłowej i błyskawicznie opracowuje plan dalszego działania. Gang udaje się do Policyjnego Ośrodka Sportowego, z szatni którego kradnie dwa mundury policyjne ćwiczących funkcjonariuszy, a z parkingu radiowóz Ford Taunus. Benny i Kjeld w mundurach oraz z Egonem w kajdankach przyjeżdżają radiowozem do biura Hansena i informują go, że Olsen przyznał się do włamania na jego zlecenie. Benny wyprowadza Hansena do innego pokoju, by „spisać” jego zeznania. W pokoju pozostaje Kjeld z Egonem, który otwiera znajdujący się tam sejf Franz Jäger, z którego wydobywa trzy walizki z dolarami i gang „ulatnia” się. Hansen wzywa policję, a gdy policjanci zaglądają do sejfu okazuje się, że znajduje się tam torba z brylantami Bedforda, podrzucona przez Olsena. Tym sposobem Egon definitywnie rewanżuje się za wykorzystanie go. Policja aresztuje Hansena, a zadowolony gang Olsena z Yvonne i Børge odlatuje na Majorkę.

## Obsada
- Ove Sprogøe – Egon Olsen
- Morten Grunwald – Benny Frandsen
- Poul Bundgaard – Kjeld Jensen
- Kirsten Walther – Yvonne Jensen, żona Kjelda
- Jes Holtsø – Børge Jensen, syn Yvonne i Kjelda
- Bjørn Watt Boolsen – J.M.R. Holm Hansen Jr
- Axel Strøbye – inspektor Jensen
- Ole Ernst – policjant Holm
- Ove Verner Hansen – osiłek Bøffen
- Freddy Koch – człowiek Hansena w Szwajcarii
- Holger Vistisen – portier
- Lily Weiding